# Roger IV de Tosny
Roger IV de Tosny, mort en 1208 ou 1209, baron anglo-normand, est le dernier représentant actif de la famille de Tosny. Il perd les domaines franco-normands de ses ancêtres.

## Biographie
En 1190, aux côtés de Richard Cœur de Lion et de Philippe Auguste, il participe à la Troisième croisade. En 1200, il fait partie des garants du traité du Goulet. Cet accord rétablit la paix entre le roi de France et le nouveau roi d'Angleterre Jean sans Terre. Il reconnaît notamment à Philippe Auguste la possession du comté d'Évreux, conquis récemment. L'honneur normand de Conches-en-Ouche, que détient Roger, se trouve en conséquence frontalier des terres capétiennes.
Lorsqu'en 1202, la guerre reprend entre les deux rois, le seigneur de Conches soutient Jean sans Terre. Philippe Auguste s'empare l'année suivante de l'honneur de Conches. À la différence de son voisin Pierre de Meulan, Roger ne se rallie pas au roi de France. Il perd donc ses biens au sud de la Manche mais il semble que pour l'aristocratie anglo-normande, les biens anglais étaient plus importants et plus rémunérateurs que les biens normands.
Le vainqueur partage l'honneur de Tosny-Conches entre une demi-douzaine de barons venus de France. Robert de Courtenay, cousin du roi, reçoit la plus belle partie : Conches. Acquigny échoit à Barthélemy de Roye, Tosny à Lambert Cadoc et Portes à Bernard du Plessis.
Roger meurt donc en Angleterre, en 1208-1209. Mais la lignée masculine aînée des Tosny disparaît en 1309.

## Famille et descendance
Père : Raoul IV de Tosny.
Épouse : Constance de Beaumont, fille de Richard Ier de Beaumont.
Enfants :
- un fils, Raoul V de Tosny au moins ;
- une fille, non attestée.